# Børge Mogensen

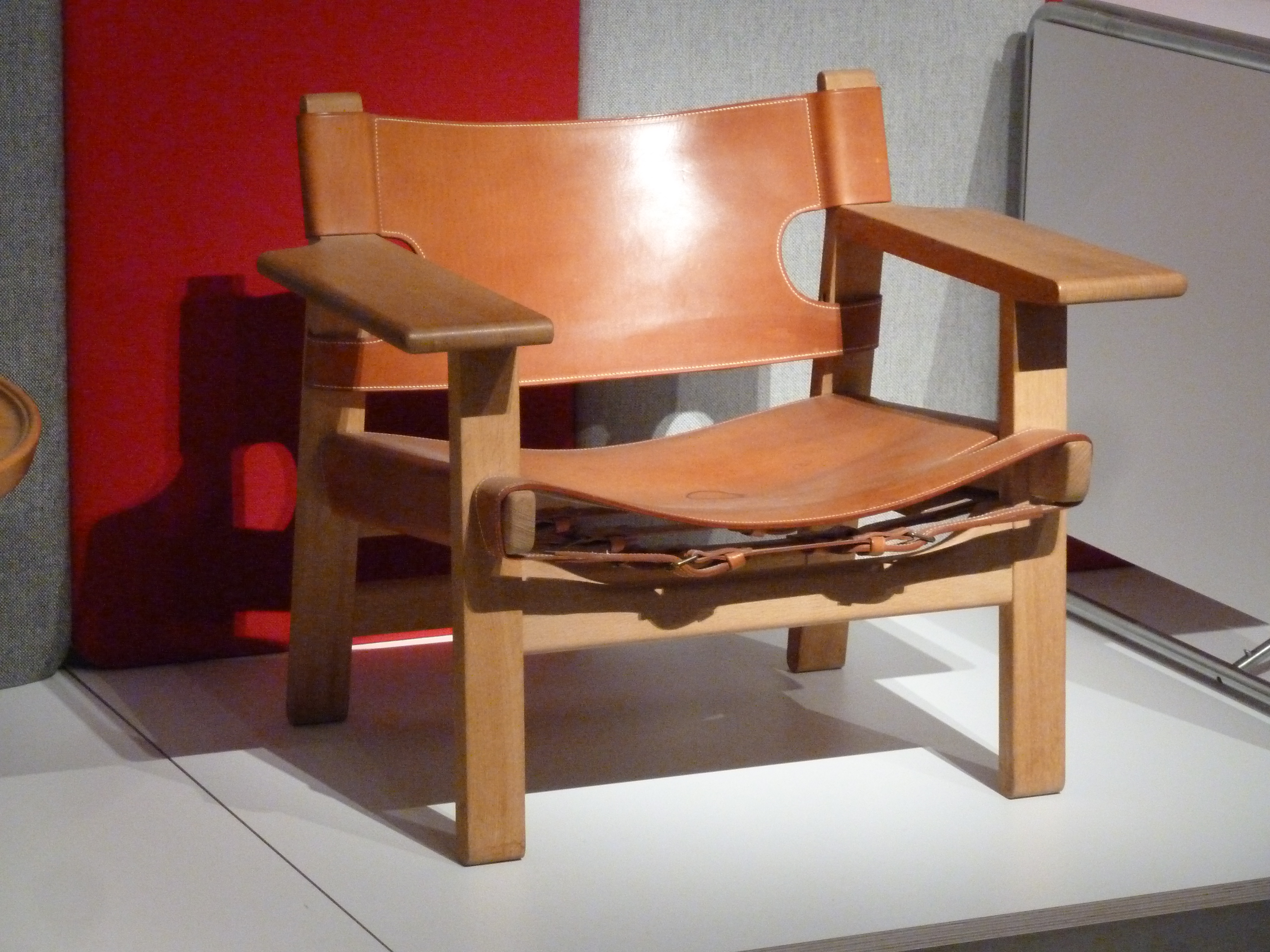
Silla española (1959), Designmuseum Danmark, Copenhague

Børge Mogensen (Aalborg, 13 de abril de 1914-Gentofte, 5 de octubre de 1972) fue un arquitecto y diseñador de muebles danés, uno de los mejores exponentes del llamado diseño danés. 

## Biografía
Estudió diseño de muebles en la Danmarks Designskole de Copenhague (1936-1938) y arquitectura en la Kunstakademiets Arkitektskole (1938-1942). Entre 1938 y 1943 trabajó en varios estudios de diseño de Copenhague, incluido el de Kaare Klint, del que fue discípulo. Entre 1942 y 1950 fue director del estudio FDB. En 1959 abrió su propio estudio.
El estilo de Mogensen, fiel reflejo del de su maestro Klint, era naturalista y funcional, con una calidad artesanal y un acabado algo escueto, de aire náutico. Opinaba que «el mobiliario debe hacerse más bonito con el uso, como ocuure con el material de deportes gastado». Una de sus obras más remarcables fue el armario BB, desmontable y adaptable, pensado para espacios pequeños.
En 1950 ganó la Medalla Eckersberg y en 1972 la Medalla C. F. Hansen.